# Ceratagallia canona
Ceratagallia canona är en insektsart som beskrevs av Paul W. Oman 1939. Ceratagallia canona ingår i släktet Ceratagallia och familjen dvärgstritar. Inga underarter finns listade i Catalogue of Life.